# Erik Stai
Erik Stai (* 29. November 1915; † 4. März 2004) war ein norwegischer Hochspringer.
1938 wurde er Vierter bei den Leichtathletik-Europameisterschaften in Paris. 
Seine persönliche Bestleistung von 2,00 m stellte er am 1. September 1940 in Oslo auf.